# Amarillo Challenger 1997
L'Amarillo Challenger 1997 è stato un torneo di tennis facente parte della categoria ATP Challenger Series nell'ambito dell'ATP Challenger Series 1997. Il torneo si è giocato ad Amarillo negli Stati Uniti dal 17 al 23 novembre 1997 su campi indoor in cemento.

## Vincitori

### Singolare
Peter Tramacchi ha battuto in finale  Tuomas Ketola con il punteggio di 6–4, 5–7, 6–3

### Doppio
Geoff Grant /  Mark Merklein hanno battuto in finale  Mark Petchey /  Andrew Rueb con il punteggio di 6–2, 6–2